# 旧圣让
旧圣让（法語：Saint-Jean-le-Vieux，法語發音：[sɛ̃ ʒɑ̃ lə vjø] ⓘ）是法国安省的一个市镇，位于该省中部，属于楠蒂阿区。

## 地理
旧圣让（46°1'42"N, 5°23'21"E）面积15.33 平方千米，位于法国奥弗涅-罗讷-阿尔卑斯大区安省，该省份为法国东部省份，北起汝拉省，西北接索恩-卢瓦尔省，西接罗讷省和里昂大都会，南至伊泽尔省，东与萨瓦省、上萨瓦省和瑞士接壤。
与旧圣让接壤的市镇（或旧市镇、城区）包括：拉贝热芒德瓦雷、昂布罗奈、瑞瑞里约、蓬丹。

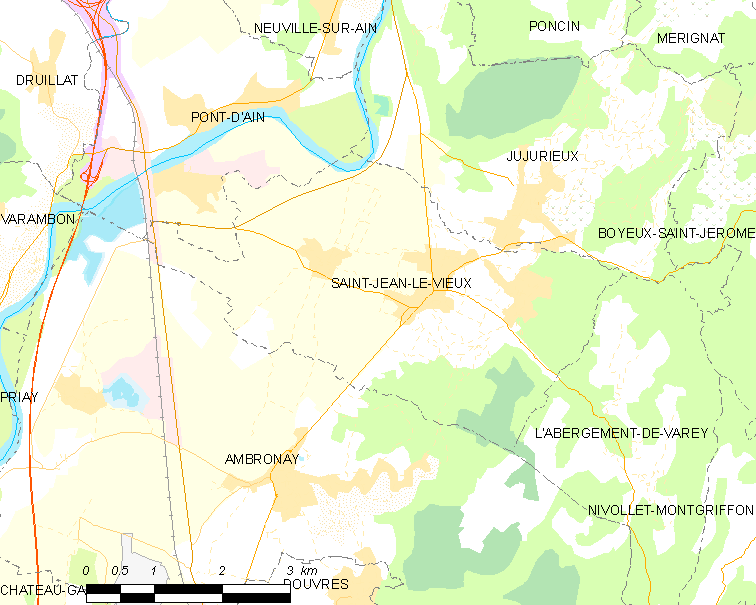
旧圣让的OSM定位图

旧圣让的时区为UTC+01:00、UTC+02:00（夏令时）。

## 行政
旧圣让的邮政编码为01640，INSEE市镇编码为01363。

## 政治
旧圣让所属的省级选区为蓬丹县。

## 人口

1962-2008年间旧圣让人口变化图示

旧圣让于2022年1月1日时的人口数量为1799人。